# Snowflakes Are Dancing
Snowflakes Are Dancing è un album in studio del compositore giapponese Isao Tomita, pubblicato nel 1974.

## Descrizione
L'album contiene dieci partiture per pianoforte di Debussy reinterpretate con un sintetizzatore moog, qui arrangiato in modo tale da rendere i suoi suoni simili a quelli degli strumenti acustici (quali le sezioni di archi).

## Accoglienza
Oltre ad ottenere ottimi giudizi da parte della critica e considerevoli riscontri di vendita, Snowflakes ricevette quattro nomination ai Grammy Awards, e una medaglia per il miglior disco di musica classica dalla National Association of Recording Merchandisers (NARM).

## Tracce
Tutti i brani sono stati composti da Claude Debussy ed eseguiti e arrangiati da Isao Tomita.

### Lato A
1. Snowflakes Are Dancing (Children's Corner, No. 4) – 2:10
2. Reveries – 4:44
3. Gardens In The Rain (Estampes, No. 3) – 3:41
4. Clair De Lune (Suite bergamasque, No. 3) – 5:48
5. Arabesque No. 1

Durata totale: 16:23

### Lato B
1. The Engulfed Cathedral (Préludes, Book 1, No. 10) – 6:18
2. Passepied (Suite Bergamasque, No. 4) – 3:17
3. The Girl With The Flaxen Hair (Préludes, Book 1, No. 8) – 3:25
4. Golliwog's Cakewalk (Children's Corner, No. 6) – 2:50
5. Footprints In The Snow (Préludes, Book 1, No. 6) – 4:30

Durata totale: 20:20